# Trommelbauch (Medizin)
Als Trommelbauch bezeichnet man in der Medizin und Tiermedizin einen stark aufgetriebenen Bauch mit starker Anspannung der Bauchmuskulatur. Ursachen sind vor allem starke Gasansammlungen im Magen-Darm-Kanal (Meteorismus, Magendrehung, Magentympanie, Trommelsucht, Pansentympanie, Darmtympanie) oder eine Bauchwassersucht (Aszites). Auch große Tumoren des Bauchraums können einen Trommelbauch verursachen.